# 教科書沒教的事
《教科書沒教的事》是日本漫畫家岡田和人所創作的日本漫畫作品。於1995年開始在秋田書店青年漫畫雜誌《Young Champion》連載，單行本全18卷。台灣中文版由長鴻出版社出版。2007年，韓國KBS將此改編成電視劇《老大的千金》。
本作含有許多裸露、性描寫的畫面，故在台灣被歸類為18禁。

## 劇情簡介
故事講述「公立乙女高校」的老師「大樂有彦」與學生「白樺綾」之間的師生戀。

## 登場人物
學年為初登場，配音則為OVA版。
大樂有彥（聲：上田祐司，演：馬場良馬）
主角。乙女高中的教師，24歲，擔任1年A班的導師，暗戀著同事五月彌生，個性優柔寡斷，是個爛好人，喝了酒後會變成完全不同的個性。因為受到白樺組組長的威脅，而讓白樺綾與其同住。
白樺綾（聲：宮村優子，演：森川彩香）
女主角。高中1年級，為黑道「白樺組」組長的獨生女，長相漂亮，不太會作家事。
五月彌生（聲：三石琴乃）
乙女高中的教師。24歲。長相美麗又有點內向。
小菅崎（聲：芝原千彌子）
白樺綾的同班同學，有一個年齡差距大的弟弟，與女主角十分要好。
大久保（聲：津久井教生）
白樺綾的同班同學，在故事中間因暴力事件遭退學處分。
戶川先生（聲：小西克幸）
乙女高中的教師。26歲。喜好女色。時常向大樂介紹新的色情場所，並常向他借錢。
椎名青衣
乙女高中的臨時保健老師。長相美麗，卻是男性。時常擔任五月彌生的交談對象。
組長（聲：千葉繁）
黑道「白樺組」的老大，白樺綾的父親，因為妻子已去世，所以對女兒十分溺愛。旗下經營許多企業。
廣實
白樺組的下任組長。白樺綾的婚約者。
小慎
白樺組的小弟，十分擅長料理。

## 出版書籍
| 集數 | 秋田書店       | 秋田書店           |
| 集數 | 發售日期       | ISBN               |
| ---- | -------------- | ------------------ |
| 1    | 1995年6月1日   | ISBN 4-253-14564-7 |
| 2    | 1995年11月1日  | ISBN 4-253-14565-5 |
| 3    | 1996年4月1日   | ISBN 4-253-14566-3 |
| 4    | 1996年9月1日   | ISBN 4-253-14567-1 |
| 5    | 1997年2月1日   | ISBN 4-253-14568-X |
| 6    | 1997年7月1日   | ISBN 4-253-14569-8 |
| 7    | 1998年1月1日   | ISBN 4-253-14570-1 |
| 8    | 1998年6月1日   | ISBN 4-253-14571-X |
| 9    | 1998年11月1日  | ISBN 4-253-14572-8 |
| 10   | 1999年3月1日   | ISBN 4-253-14573-6 |
| 11   | 1999年9月1日   | ISBN 4-253-14574-4 |
| 12   | 2000年2月1日   | ISBN 4-253-14575-2 |
| 13   | 2000年7月1日   | ISBN 4-253-14576-0 |
| 14   | 2000年11月1日  | ISBN 4-253-14577-9 |
| 15   | 2001年5月1日   | ISBN 4-253-14578-7 |
| 16   | 2001年11月1日  | ISBN 4-253-14709-7 |
| 17   | 2002年5月2日   | ISBN 4-253-14710-0 |
| 18   | 2002年10月31日 | ISBN 4-253-14711-9 |

## OVA
主題曲
片尾曲「放課後」（第1巻）
作詞 - 石川華子 / 作曲 - 浅田直 / 編曲 - 勝又隆一 / 歌 - 綾（宮村優子）＆五月先生（三石琴乃）
片尾曲「ギュッと“ダキシメタイ☆”」（第2巻）
作詞・作曲・歌 - 加藤吉彦 / 編曲 - 太田美知彦
插入曲「無言酒」（第1巻）
作詞 - 石川華子 / 作曲・編曲 - 勝又隆一 / 歌 - 魁竜二（上田祐司）
插入曲「小雨の日曜日」（第1巻）
作詞 - 松葉美保 / 作曲・編曲 - 勝又隆一 / 歌 - KIM

## 電影
《教科書沒教的事》與《教科書沒教的事2》的真人電影，於2016年6月東京，7月大阪上映。監督為佐佐木詳太。

## 資料來源
1. ↑  .   [2011-12-29]. （原始内容存档于2013-09-21）.
2. 1 2 3  . コミックナタリー. 2016-05-10  [2016-05-10]. （原始内容存档于2016-05-10）.